# Princesa de Zweeloo

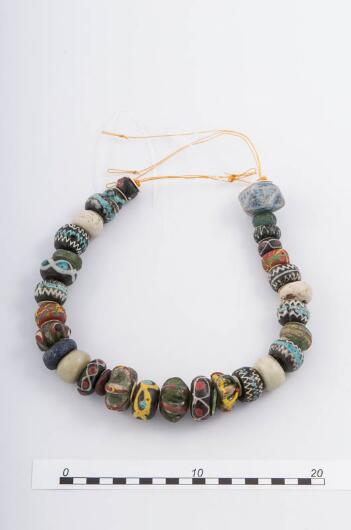
El precioso cinturón de cuentas de vidrio.

La Princesa de Zweeloo es el nombre popular dado a los restos de una dama acomodada de mediados del siglo V cuya tumba fue encontrada en 1952 en Zweeloo, municipio de Coevorden, en la provincia de Drente, Países Bajos durante unos trabajos de extracción de arena que revelaron un antiguo cementerio. Su apodo proviene de la riqueza del ajuar funerario encontrado con ella.

Fragmentos de textiles permitieron saber que originalmente vestía una larga túnica de fino lino blanco y un chal de lana. La prenda fue posteriormente fielmente recreada para su exhibición en el museo junto a las piezas encontradas. Una sarta de 30 cuentas grandes de vidrio policromado, 10 anillos y una cuenta de bronce alrededor de su cintura formaban un cinturón, y las cuentas de su collar de ámbar forman la colección más grande de ámbar encontrado en los Países Bajos. Otros objetos que portaba eran un broche decorativo, hecho en el norte de Alemania, en forma de mariposa; un amuleto de plata colgando del cuello con un diente de castor; un anillo de plata; varios brazaletes de plata, dos broches redondos de bronce con láminas de oro para sujetar la túnica en cada hombro; dos llaves de bronce, y del cuello también pendía un artículo de aseo, un llavero de plata con pinza, escarbaorejas y raspador. Una vasija de cerámica reposaba junto a la cabeza. Algunos de estos objetos se exhiben en el Museo Drents, en Assen, donde están clasificados como una de sus "principales exposiciones".

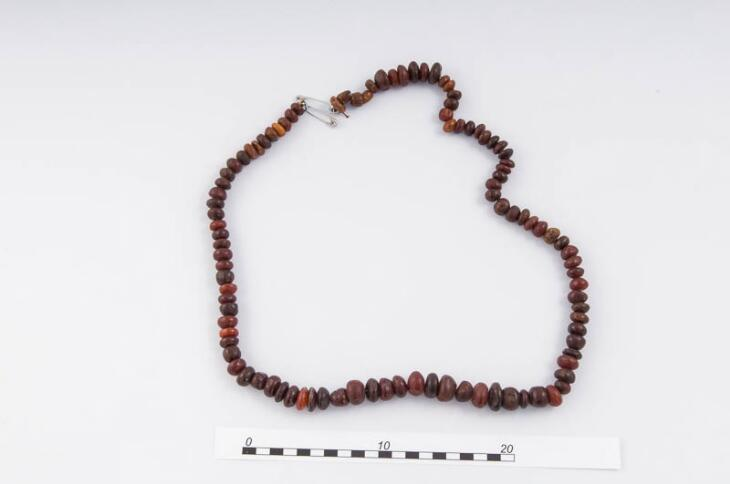
El collar de 101 cuentas de ámbar.
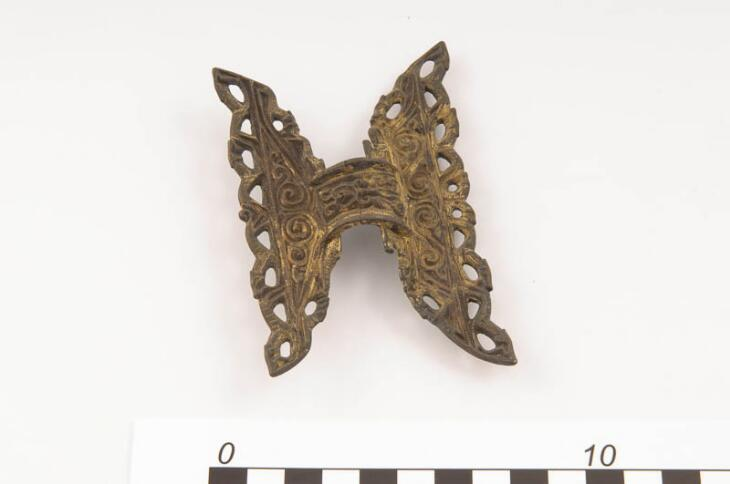
El broche mariposa de bronce dorado.

Su tumba, la nº 87, formaba parte de un grupo de tumbas en el borde noreste de un sitio grande de excavación. Había cerca seis caballos inhumados, y dado que los caballos no eran enterrados como bienes funerarios para mujeres, se cree que la tumba de su marido puede haber sido una de las que se perdieron por la extracción de arena en el lugar.
La Princesa de Zweeloo no debe confundirse con la "Mujer de Zweeloo", que vivió unos siglos antes y fue hallada en el pantano de Juffersveen en 1951.